# Henk Nieuwkamp

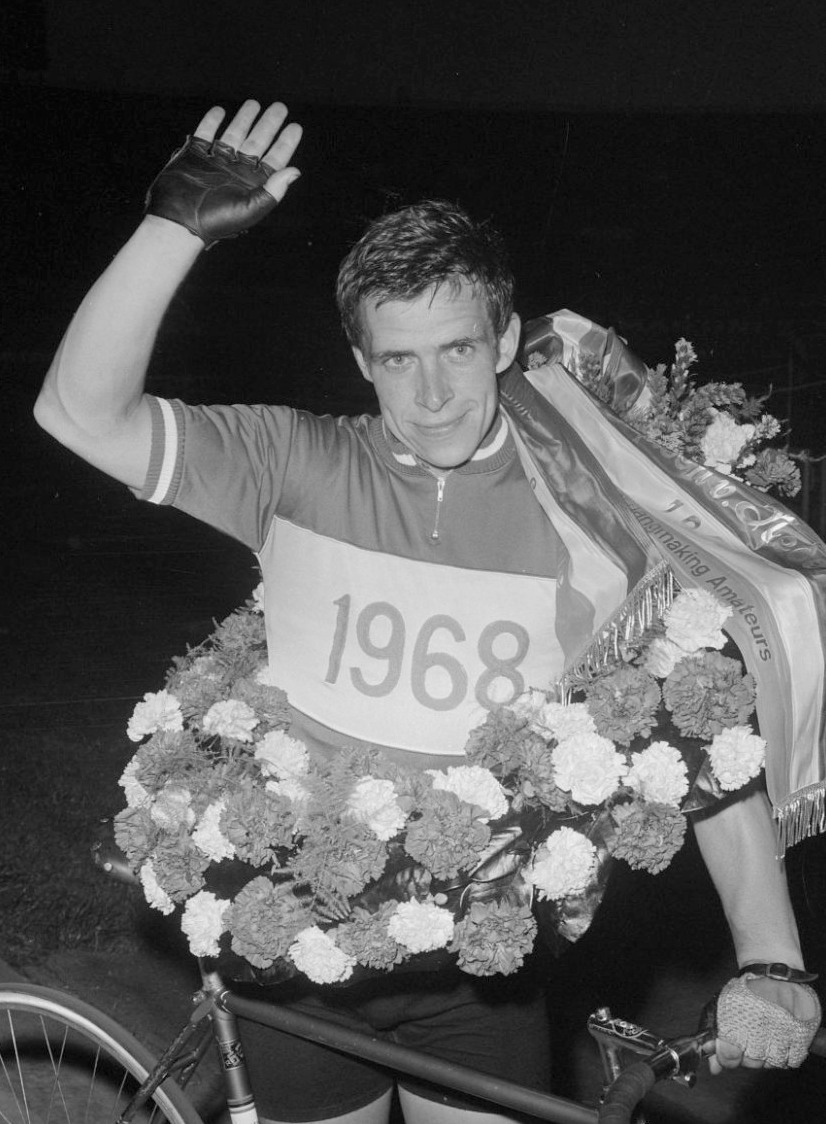
Henk Nieuwkamp (1968)

Henk Nieuwkamp (* 15. Juli 1942 in Borne (Niederlande)) ist ein ehemaliger niederländischer Radrennfahrer und nationaler Meister im Radsport.

## Sportliche Laufbahn
Nieuwkamp war im Bahnradsport und im Straßenradsport aktiv. 1968 startete er bei den Olympischen Sommerspielen in Mexiko-Stadt im Bahnradsport. In der Mannschaftsverfolgung wurde er mit Piet Hoekstra, Joop Zoetemelk und Klaas Balk auf dem 11. Rang klassiert.
1966 gewann er das Rennen Dwars door Gendringen, 1967 die Limburg-Rundfahrt, 1968 eine Etappe der Olympia’s Tour. 1970 war er auf drei Tagesabschnitten im Milk Race erfolgreich und gewann eine Etappe der Olympia’s Tour. In der Internationalen Rheinland-Pfalz-Rundfahrt 1970 gewann er drei Etappen.
1968 holte er bei den nationalen Meisterschaften im Bahnradsport den Titel im Punktefahren.